# The King of Blaze (serie de televisión)
The King of Blaze (chino: 火王之破晓之战; pinyin: Huo Wang Zhi Po Xiao Zhi Zhan), es una serie de televisión china transmitida del 26 de noviembre del 2018 hasta el 22 de enero del 2019 través de Hunan TV.
La serie está basada en el manhua taiwanés The King of Blaze de You Su-lan.

## Sinopsis
Zhong Tian, el Dios del Fuego y Rey del Resplandor, es enviado a la tierra por Shang Xuan, para salvar su hogar y cómo junto a sus amigos arriesgan sus vidas por el bien de su tierra natal.

### Primera temporada
Hace miles de años había un hermoso planeta entre las estrellas donde vivían las deidades, entre ellas 7 poderosas deidades: Shang Xuan (el líder), Hua Cheng (la Diosa del agua), Zhong Tian (el Dios del fuego), Hao Yue (el Dios del trueno), You He (el Dios de los lagos), Di Yun (el Dios de las montañas) y Qian Mei (la Diosa del Viento), quienes juntos mantenían la paz entre los reinos.
Durante una peligrosa batalla contra las fuerzas oscuras del clan "Wing", las deidades sufren un gran golpe. Con el objetivo de encontrar una fuente de energía alternativa que permita salvar el reino, Shang Xuan envía a Zhong Tian a la dinastía Tang, donde conoce a cinco personas: la Princesa Li Ying, Hao Yue, You He, Di Yun y Situ Fengjian, quienes son las reencarnaciones de sus dioses, quienes habían fallecido durante la batalla. En su búsqueda Zhong Tian descubrirá la verdad sobre lo sucedido y con la ayuda de Li Ying, Hao Yue y Fengjian, intentará detener a las fuerzas del mal. Al mismo tiempo cuando conoce a Fengjian, quien es la reencarnación de Qian Mei, su amor perdido, se enamora nuevamente de ella.

### Segunda temporada
Durante la época moderna, Lin Ye, un talentoso y autoritario científico continúa en su búsqueda de una fuente que le permita regresar al reino inmortal y salvarlo. En su viaje conocerá a Tong Feng, un periodista que tiene un gran parecido a Qian Mei y aunque al inicio se rechaza la idea de que sea la reencarnación de Qian Mei, finalmente lo acepta. Aunque al inicio ambos tiene constantes peleas cada vez que se encuentran, finalmente terminan enamorándose y trabajan juntos para salvar la tierra de la contaminación y los peligros ambientales. Junto a ellos se unen Wei Yongqian la reencarnación de la Diosa Hua Cheng y Hao Yue, la reencarnación del dios del trueno.
Sin embargo cuando llega el mal para robar su investigación y utilizarla para el mal, se une a Tong Feng y sus amigos para detenerlos.

## Reparto

### Personajes principales[6]
| Actor                  | Personaje                               | N.º de episodios | Notas |
| ---------------------- | --------------------------------------- | ---------------- | --- |
| Chen Bolin Zhang Zheyu | Zhong Tian Lin Ye                       | 61               | Zhong Tian: Es el Dios del fuego y Rey del resplandor, luego de un enfrentamiento contra el clan "Wing" donde no puede controlar su poder y afecta el nacimiento de Qian Mei, jura protegerla siempre y poco a poco se enamora de ella, poco después es enviado por Shang Xuan a la tierra para buscar una fuente de energía que les permita restaurar el Reino inmortal. Cuando llega a las Regiones Occidentales viaja a la Dinastía Tang y ahí se encuentra con las reencarnaciones de sus viejos amigos, entre ellos Hua Cheng, Li Ying y Situ Fengjian (la reencarnación de su alma gemela), de quien se enamora nuevamente. Juntos luchan contra el mal y en el proceso descubren la verdad. Luego de que Fengjian se sacrifica para arreglar el Espejo en llamas (inglés: "Blaze Mirror"), queda destrozado y sella sus recuerdos para siempre. Lin Ye: en la época moderna es un joven CEO de "Lvchuang Ecological Group" y científico ambicioso y talentoso que está enfocado en encontrar el viaje de regreso al reino inmortal. Es un dios orgulloso y solitario que se mantiene firme en sus creencias a pesar de las complicaciones en la gran ciudad. Cuando conoce a Tong Feng se da cuenta de que tiene un gran parecido a Qian Mei, sin embargo aunque al inicio rehúsa creer que es Qian Mei, poco a poco se da cuenta de que es su reencarnación. Y aunque intenta rechazar sus sentimientos, termina enamorándose nuevamente de ella. En su búsqueda descubrirá la verdad sobre lo que pasó durante la Dinastía Tang hace 1,300 años atrás y porqué no tiene recuerdos de ese tiempo. |
| Jing Tian              | Qian Mei Situ Fengjian Tong Feng        | 61               | Qian Mei: Es la diosa del viento y el alma gemela de Zhong Tian, luego de morir durante la guerra contra el clan Wing renace durante la dinastía Tang como Feng Jian. Situ Fengjian: es la reencarnación de Qian Mei durante la Dinastía Tang. Es la hija adoptiva de Li Chunfeng y una astrónoma imperial, que siempre lucha por la justicia y es leal al bien. Al inicio cuando conoce a Zhong Tian, no confía en él, sin embargo poco a poco cambia de parecer y pronto se enamora de él. Cuando el Príncipe heredero Li Hong le revela que está enamorado de ella, Fengjian le deja claro que no siente lo mismo y que está enamorada de Tian. Más tarde muere luego de decidir sacrificar su vida para arreglar el Espejo en llamas (inglés: "Blaze Mirror") luego de que descubriera que dentro de su cuerpo estaba el poder para repararlo. Tong Feng: en la época moderna es una justa, experimentada y apasionada periodista de la sección de economía de la revista "Planet", que hace lo que está en sus manos para descubrir la verdad. Puede ver el futuro, incluso pudo ver la muerte de sus padres adoptivos antes de que pasara. |
| Lai Yumeng             | Hua Cheng Princesa Li Ying Wei Yongqian | 61               | Hua Cheng: es la Diosa del Agua, una mujer querida y respetada, que está enamorada de Shang Xuan, a quien protege. Después de morir durante la guerra contra el clan Wing renace durante la dinastía Tang como la Princesa Li Ying. Princesa Li Ying: es la reencarnación de Hua Cheng durante la Dinastía Tang. Es la pícara hija del Emperador Gaozong de Tang y la Emperatriz Wu Ze-tian, así como la hermana menor del Príncipe Heredero Li Hong y la Princesa Zhaoping. Li Hong la adora y protege cada vez que se mete en problemas. Aunque al inicio se siente atraída por Zhong Tian cuando lo conoce, rápidamente se enamora de Hao Yue, un guardia imperial, quien siempre está dispuesto a arriesgar su vida por protegerla. Luego de que su madre la obliga a casarse con el general Zha Ke, Li Ying se niega, sin embargo luego de que su madre la amenaza con matar a Hao Yue acepta el matrimonio, sin embargo Li Ying huye con Hao Yue y se casan, sin embargo cuando son encontrados, la princesa muere luego de recibir una flecha en el pecho mientras intentaba proteger a Hao Yue. Wei Yongqian: en la época moderna es una famosa celebridad con una personalidad peculiar y traviesa, así como la novia de Lei Hao, que es extremadamente apasionada cuando se trata de amar. |
| Zhang Yijie            | Hao Yue Lei Hao                         | 61               | Hao Yue: es el Dios del Trueno, está enamorado de Hua Cheng y hace todo para protegerla. Después de morir durante la guerra contra el clan Wing reencarna durante la dinastía Tang como un bandido, luego de conocer a Zhong Tian este lo nombra "Hao Yue" y poco después se convierte en el guardia imperial de la Princesa Li Ying, de quien se enamora y hace todo lo que está en sus manos para protegerla. Lei Hao: en la época moderna es un aspirante a ambientalista y científico de "Lvchuang Ecological Group", así como el mejor amigo de Lin Ye y novio de Wei Yongqian, que no puede escapar a su destino. |
| Du Junze               | You He Li Juewen                        | -                | You He: es el Dios de los Lagos, luego del nacimiento de la Diosa del Viento, culpa a Zhong Tian por no haber podido controlar su poder. Está enamorado de Qian Mei, pero ella sólo lo ve como a un amigo. Luego de morir durante la guerra contra el clan Wing renace durante la Dinastía Tang como el líder de la secta Wuyi. Li Juewen: en la época moderna es un hombre de buen corazón que regresa del extranjero y dedica su vida a perseguir a su primer amor. |
| Sun Shaolong           | Di Yun                                  | -                | Es el Dios de las Montañas, así como el hijo biológico de Tian Heng y el hijo adoptivo de Shang Xuan. Durante el ataque del clan Wing bajo el liderazgo de su padre, Di Yun es corrompido y se une a él, creyendo que Tian Heng podría salvar a Shang Xuan. Durante la dinastía Tang, busca destruir la tierra con el objetivo de buscar el poder para salvar el reino celestial. |

### Personajes recurrentes

#### Deidades
| Actor        | Personaje  | N.º de episodios | Temporadas | Notas |
| ------------ | ---------- | ---------------- | ---------- | --- |
| Huang Ming   | Shang Xuan | -                | 1          | Líder de los Dioses: es el líder de los siete dioses y el encargado de enviar a Zhong Tian a la tierra para encontrar una nueva fuente de energía para restaurar el Reino Inmortal, el cual se encuentra al borde de la destrucción después de la guerra contra el clan "Wing". Al mismo tiempo congela el Reino y antes de ponerse en un sueño profundo mientras espera que Zhong Tian regresa con la fuente de energía, le pide a Di Yun que cuide a Hua Cheng. Xuan envía las almas y los espíritus debilitados de los dioses durante la guerra para que reencarnen en la tierra y así ayudar a Zhong Tian en su viaje. Ha enamorado de Hua Cheng por decenas de miles de años, sin embargo debido a su posición como el líder de los dioses, no actúa sobre sus sentimientos, para enfocarse en proteger el Reino Inmortal de Dios. |
| Lai Yumeng   | Hua Cheng  | -                | 1-2        | Diosa del Agua: es una mujer comprensiva, agradable e inteligente, que es querida y respetada por todas las deidades. Luego del nacimiento de Qian Mei, la trata como a una hermana, a quien cuida y protege, también es la mediadora cuando Di Yun y Zhong Tian pelean. Ha estado enamorada de Shang Xuan por decenas de miles de años, a quien le es leal. Incluso está dispuesta a hacer todo lo que está en sus manos incluso sacrificar su vida para ayudarlo a proteger el Reino Inmortal. Luego de morir durante la guerra contra el clan "Wing", es reencarnada por Shang Xuan en la Dinastía Tang como la Princesa Li Ying. |
| Chen Bolin   | Zhong Tian | -                | 1-2        | Dios del Fuego: es un hombre tranquilo y justo, luego de ser el responsable de afectar el nacimiento de Qian Mei durante la guerra contra el clan "Wing", se siente culpable por lo que jura siempre protegerla y en el proceso se termina enamorando de ella. Luego de la muerte de varios dioses durante la guerra, Shang Xuan lo envía a la Dinastía Tang para encontrar una fuente de energía que le permita al reino salvarse. |
| Zhang Yijie  | Hao Yue    | -                | 1-2        | Dios del Trueno: es un hombre justo que está enamorado de Hua Cheng, sin embargo cuando le revela sus sentimientos, ella le aclara que no siente lo mismo y sólo lo ve como a su mejor amigo. Es buen amigo de Zhong Tian, a quien defiende de You He. Luego de morir durante la guerra contra el clan "Wing", es reencarnada por Shang Xuan en la Dinastía Tang como un ladrón que poco después se convierte en un soldado imperial. |
| Du Junze     | You He     | -                | 1-2        | Dios de los Lagos: es un dios culpa a Zhong Tian por no haber podido controlar su poder y afectado el nacimiento del dios del viento, lo que ocasionó que Qian Mei naciera sin poder ver. Está enamorado de ella, sin embargo Qian Mei no siente lo mismo. Luego de morir durante la guerra contra el clan "Wing", reencarna durante la Dinastía Tang como el líder de la secta Wuyi. |
| Sun Shaolong | Di Yun     | -                | 1-2        | Dios de las Montañas: es el hijo biológico de Tian Heng y el hijo adoptivo de Shang Xuan. Durante el ataque del clan Wing bajo el liderazgo de su padre, Di Yun es corrompido y se une a ellos, luego de que Tian Heng le hiciera creer que lo podría ayudarlo a salvar a Shang Xuan, quien se había puesto en un sueño profundo para salvar el Reino inmortal. Cuando llega a la Dinastía Tang, bajo las órdenes de Tian Heng realiza varias acciones para destruir la tierra, incluso a costa de vidas inocentes, sin saber que en realidad su padre lo está utilizando para obtener poder y así ser el nuevo líder del reino. |
| Jing Tian    | Qian Mei   | -                | 1-2        | Diosa del Viento: es una joven dulce que puede predecir el futuro. El día de su nacimiento el reino inmortal es atacado por Tian Heng, quien intentaba impedirlo. Cuando Zhong Tian desata su poder para proteger su nacimiento del mal, no puede controlarlo y este la afecta, finalmente cuando nace se dan cuenta de que Qian Mei no puede ver y su cuerpo está lastimado. Zhong Tian se siente culpable por lo sucedido y promete protegerla siempre y ser sus ojos. Poco después cuando es momento de convertirse en adulto, Qian Mei decide su género, y escoge ser mujer, ya que quiere estar a lado de Zhong Tian, de quien está enamorada desde el día que nació. Pronto se hace muy buena amiga de Hua Cheng y protege a Zhong Tian cada vez que You He lo culpa por lo sucedido. Más tarde cae en la trampa de Tian Heng y permite que este entre nuevamente entre en el reino celestial, lo que ocasiona que este sufra grandes pérdidas, sintiéndose culpable por lo sucedido ofrece su vida. Luego de morir durante la guerra contra el clan "Wing", es reencarnada por Shang Xuan en la Dinastía Tang como Situ Fengjian, una astrónoma imperial. |

#### Clan "Wing"
| Actor              | Personaje | N.º de episodios | Temporadas | Notas |
| ------------------ | --------- | ---------------- | ---------- | --- |
| Du Yuming (杜玉明) | Tian Heng | -                | 1-2        | Es el padre biológico de Di Yun y el líder del clan Wing. Odia a los dioses por haberlo derrotado muchos años atrás y encerrado junto a su gente en un lugar obscuro. Cuando logra salir, luego de que el sello puesto por los dioses se rompiera al debilitarse ataca el reino inmortal y corrompe a Din Yun ocasionando que traicione a sus amigos. |

#### Dinastía Tang

##### Asistentes y guardaespaldas
| Actor              | Personaje        | N.º de episodios | Temporadas | Notas |
| ------------------ | ---------------- | ---------------- | ---------- | --- |
| Zhang Weina        | Xing Qiu Xiao Yu | -                | 1 2        | Xing Qiu: es la asistente de la astrónoma imperial Situ Fengjian. Xiao Yu: en la época moderna es la editora de una revista de moda que sigue el destino para encontrar a su alma gemela. |
| Wang Dancang       | Pei Luoqing      | -                | 1          | Es una astrónoma imperial que ama profundamente al Príncipe heredero Li Hong. Aunque al inicio ve a Situ Fengjian como su rival, ya que el príncipe está enamorado de ella, cuando descubre que Fengjian no siente lo mismo y que en realidad ama a Zhong Tian, mejora su relación. Más tarde cuando Di Yun intenta manipularla con darle el amor del príncipe si lo ayuda a destruir a Zhong Tian y a Fengjian, aunque al inicio con renuencia acepta ayudarlo, sin embargo finalmente se da cuenta de su error y le cuenta toda la verdad a su padre, el general de la guardia imperial. |
| Wang Maolei        | Li Chunfeng      | -                | 1          | Es el padre adoptivo de Situ Fengjian y un astrónomo legendario. Muere luego de una confrontación contra Di Yun. Poco después de su muerte, Fengjian descubre que él la había adoptado luego de descubrir que ella contenía el poder para arreglar el Espejo en llamas (inglés: Blaze Mirror) y lo había mantenido en secreto para mantenerla a salvo. |
| Peng Ling (彭士腾) | Zhu Yuanzhi      | -                | 1          | Es el magistrado en el Tribunal de Justicia, aunque al inicio choca con Zhong Tian y Hao Yue, y busca la manera de encerrarlos, finalmente se da cuenta de que son buenos y los ayuda en sus planes por detener al mal. |
| Su Hang (苏航)     | Li Jinzhong      | -                | 1          | Es un general imperial que protege al Príncipe Heredero Li Hong. Más tarde se une a Situ Fengjian, Zhong Tian y Hao Yue para detener al mal. |
| Yi Chendi          | Pei Zhong        | -                | 1          | |
| Ren Xuehai         | Eunuco Du        | -                | 1          | Es el eunuco. |
| Fu Caizhi          | Ministro Song    | -                | 1          | |

##### Realeza
| Actor              | Personaje                 | N.º de episodios | Temporadas | Notas |
| ------------------ | ------------------------- | ---------------- | ---------- | --- |
| Fan Shiqi (范世錡) | Príncipe Heredero Li Hong | -                | 1          | Es el respetuoso y agradable Príncipe heredero de la dinastía Tang. Adora a su hermana Li Ying a quien siempre busca proteger del peligró, incluso de su propia madre cuando esta se mete en problemas. Está enamorado de Situ Fengjian, sin embargo ella no siente lo mismo y sólo lo respeta como a un amigo, lo cual lo destroza. Más tarde cuando es manipulado por Di Yun, quien estaba bajo el control de Tian Heng acusa a Zhong Tian de atacar a Li Ying, sin embargo el plan de Di Yun no funciona cuando se descubre la verdad, poco después logra liberarse del control que ejercían sobre él. Cuando se da cuenta de que no puede escapar de su destino como príncipe heredero decide aceptar su matrimonio arreglado con Pei Luoqing, aunque no la ama. |
| Lai Yumeng         | Princesa Li Ying          | 26               | 1          | Es la pícara y encantadora hija menor del Emperador Gaozong de Tang y la Emperatriz Wu Ze-tian. Es adorada por sus hermanos el Príncipe Heredero Li Hong y la Princesa Zhaoping. Tiende a meterse en problemas ya que intenta salir a escondidas del palacio y disfrutar la vida fuera de las paredes reales. Cuando conoce a Zhong Tian y Situ Fengjian se hace amiga de ellos y pronto se enamora de Hao Yue, un guardia real, sin embargo su madre no lo acepta y decide casarla con el General Zha Ke del Clan Tule, pero el día de la boda escapa con Hao Yue. Cuando el clan los encuentra, Li Ying muere mientras intentaba protegerlo, luego de recibir una flecha en el pecho.                                                                              |
| Liu Hailan         | Princesa Zhaoping Ou Lin  | -                | 1 2        | Princesa Zhaoping: es la hija del Emperador Gaozong de Tang y la Emperatriz Wu Zetian, así como la hermana Li Hong y Li Ying. Cuando descubre que va a ser enviada por su madre a la región occidental para organizar su matrimonio político, intenta huir con el hombre que ama, pero es descubierta y enviada de todas formas. Ou Lin: en la época moderna es una mujer de carrera que piensa que solo manteniendo la cabeza en alto puede ocultar sus sentimientos románticos. |
| Liu Min (刘敏)     | Emperatriz Wu Zetian      | -                | 1          | Es la madre del príncipe Li Hong y las princesas Li Ying y Zhaoping. Es una madre amorosa, sin embargo está dispuesta a consolidar su posición en la realeza, decide casar a sus hijos con otros reinos para fortalecer su posición. |
| Cai Gang           | Emperador Gaozong de Tang | -                | 1          | Es el Gobernante de China y el padre del Príncipe heredero Li Hong y las Princesas Li Ying y Zhaoping. |

##### Clan Tule
| Actor                 | Personaje                          | N.º de episodios | Temporadas | Notas |
| --------------------- | ---------------------------------- | ---------------- | ---------- | --- |
| Zhang Junhan (张钧涵) | General Zha Ke Da Shuai Li Yunlong | -                | 1 2        | Zha Ke: es el comandante del clan. Cuando descubre que la prisionera en su campo militar es la Princesa Li Ying, decide mantenerla a su lado para hacer un intercambio con su estado, sin embargo en el proceso termina enamorándose de ella. Más tarde le pide a la Emperatriz su mano en matrimonio, quien obliga a Li Ying a casarse con él. El día del matrimonio, la princesa se escapa con Hao Yue y se casan, pero después de varios días cuando se da cuenta de que Hao Yue no aguantará más, le pide a Zha Ke que lo salve y le promete casarse con él, sin embargo cuando esté los encuentra, ataca a Hao Yue bajo las órdenes de la Emperatriz y cuando la Princesa intenta protegerlo muere, al recibir una flecha. Lo que deja destrozado a Zha Ke, quien cumple con su palabra y deja que Hao Yue se vaya. Li Yunlong: durante la época moderna es un oficial de la policía. |
| -                     | Khan Xiajiasi                      | -                | 1          | |

##### Caravana herrante
| Actor            | Personaje   | N.º de episodios | Temporadas | Notas |
| ---------------- | ----------- | ---------------- | ---------- | --- |
| Nan Sheng (南笙) | Qian Qian   | -                | 1          | Es una joven que vive en la caravana, así como una experta en medicina. Está enamorada de Zhong Tian, sin embargo él no siente lo mismo. Más tarde se revela que detrás de su dulce personalidad en realidad se encuentra una persona peligrosa, que trabaja como espía para la secta Wuyi quienes en secreto están siendo controlados por el clan Wing en su intento por invadir la tierra. Muere durante una confrontación con Situ Fengjian y Zhong Tian. |
| Sui Keming       | Qi Le       | -                | 1-2        | Es el hijo del señor Qi. Está enamorado de Qian Qian, a quien protege, sin saber que en realidad es una espía. |
| Tong Fan (佟凡)  | Qi Zhanggui | -                | 1          | Es un líder mercantil de un nómada viajera, así como un aliado de Zhong Tian. |

#### Otros personajes
| Actor         | Personaje     | N.º de episodios | Temporadas | Notas |
| ------------- | ------------- | ---------------- | ---------- | --- |
| Hong Tuya     | Hu You        | -                | 1          | |
| Li Zhenqi     | Pei Judao     | -                | 1          | |
| Tan Zao       | Xin'er        | -                | 1          | |
| Li Ruoning    | Xian Min      | -                | 1          | |
| Zhang Han     | Kyrgyz        | -                | 1          | |
| Liu Chuang    | Baleimeng     | -                | 1          | |
| Zhu Xiaojun   | Wang Jingzhi  | -                | 1          | |
| Wang Zikuan   | Guo Yu        | -                | 1          | |
| Lu Jun        | -             | -                | 1          | |
| Lv Haiting    | Xiao Lv       | -                | 1          | |
| Wang Chengyun | Xiao Liu      | -                | 1          | |
| Zhang Miao'er | Hu Zuo        | -                | 1          | |
| Tan Tianming  | Gao Chen      | -                | 1          | |
| Su Chen       | Xiao Mengzi   | -                | 1          | |
| Xuan Ke       | Cun Zheng     | -                | 1          | |
| Fan Yixuan    | Jiang Haoming | -                | 2          | Es un miembro de "Sentai International Group", que es controlado por Di Yun. |
| Bo An         | Pei Mingshun  | -                | 2          | |
| -             | Wang Deli     | -                | 2          | Es uno de los directores de "Sentai International Group", quien es controlado y manipulado por Di Yun para secuestrar a Tong Feng y atacar a Lin Ye, luego de salir del trance en el que se encuentra, asustado por lo sucedido huye. |
| -             | Yang          | -                | 2          | Es un paparazzi que intenta tomar una foto de Lin Ye y Tong Feng. |

## Episodios
La serie está conformada por 2 temporadas y emitió 61 episodios, los cuales fueron emitidos todos los lunes a jueves de 22:00 a 24:00hrs (2 episodios):
- La primera temporada fue estrenada el 26 de noviembre del 2018[8] y finalizó el 18 de diciembre del mismo año, transmitiendo 28 episodios.[9]
- La segunda temporada fue transmitida del 19 de diciembre del 2018 hasta el 22 de enero del 2019, y estuvo conformada por 33 episodios.[10][11]

### Raitings[12]

#### Primera temporada
| Hunan TV     | Hunan TV                  | Hunan TV            | Hunan TV              | Hunan TV            | Hunan TV           | Hunan TV              | Hunan TV           |
| Episodio (#) | Fecha de emisión original | CSM52/55 Cities (%) | CSM52/55 Cities (%)   | CSM52/55 Cities (%) | CSM Nationwide (%) | CSM Nationwide (%)    | CSM Nationwide (%) |
| Episodio (#) | Fecha de emisión original | Raitings            | Promedio de Audiencia | Ranking             | Raitings           | Promedio de Audiencia | Ranking            |
| ------------ | ------------------------- | ------------------- | --------------------- | ------------------- | ------------------ | --------------------- | ------------------ |
| 1-2          | 26 de noviembre de 2018   | 0.330               | 2.943                 | 12                  | 0.170              | 2.120                 | 21                 |
| 3-4          |                           |                     |                       |                     |                    |                       |                    |
| 5-6          |                           |                     |                       |                     |                    |                       |                    |
| 7-8          |                           |                     |                       |                     |                    |                       |                    |
| 9-10         |                           |                     |                       |                     |                    |                       |                    |
| 11-12        |                           |                     |                       |                     |                    |                       |                    |
| 13-14        |                           |                     |                       |                     |                    |                       |                    |
| 15-16        |                           |                     |                       |                     |                    |                       |                    |
| 17-18        |                           |                     |                       |                     |                    |                       |                    |
| 19-20        |                           |                     |                       |                     |                    |                       |                    |
| 21-22        |                           |                     |                       |                     |                    |                       |                    |
| 23-24        |                           |                     |                       |                     |                    |                       |                    |
| 25-26        |                           |                     |                       |                     |                    |                       |                    |
| 27           |                           |                     |                       |                     |                    |                       |                    |
| 28           |                           |                     |                       |                     |                    |                       |                    |
| Promedio     |                           |                     |                       |                     |                    |                       |                    |

#### Segunda temporada
| Hunan TV     | Hunan TV                  | Hunan TV            | Hunan TV              | Hunan TV            | Hunan TV           | Hunan TV              | Hunan TV           |
| Episodio (#) | Fecha de emisión original | CSM52/55 Cities (%) | CSM52/55 Cities (%)   | CSM52/55 Cities (%) | CSM Nationwide (%) | CSM Nationwide (%)    | CSM Nationwide (%) |
| Episodio (#) | Fecha de emisión original | Raitings            | Promedio de Audiencia | Ranking             | Raitings           | Promedio de Audiencia | Ranking            |
| ------------ | ------------------------- | ------------------- | --------------------- | ------------------- | ------------------ | --------------------- | ------------------ |
| 1-2          | 19 de diciembre de 2019   | 0.562               | 4.605                 | 7                   | 0.290              | 3.030                 | 11                 |
| 3-4          |                           |                     |                       |                     |                    |                       |                    |
| 5-6          |                           |                     |                       |                     |                    |                       |                    |
| 7-8          |                           |                     |                       |                     |                    |                       |                    |
| 9-10         |                           |                     |                       |                     |                    |                       |                    |
| 11-12        |                           |                     |                       |                     |                    |                       |                    |
| 13-14        |                           |                     |                       |                     |                    |                       |                    |
| 15-16        |                           |                     |                       |                     |                    |                       |                    |
| 17-18        |                           |                     |                       |                     |                    |                       |                    |
| 19-20        |                           |                     |                       |                     |                    |                       |                    |
| 21-22        |                           |                     |                       |                     |                    |                       |                    |
| 23-24        |                           |                     |                       |                     |                    |                       |                    |
| 25-26        |                           |                     |                       |                     |                    |                       |                    |
| 27-28        |                           |                     |                       |                     |                    |                       |                    |
| 29-30        |                           |                     |                       |                     |                    |                       |                    |
| 31-32        |                           |                     |                       |                     |                    |                       |                    |
| 33           |                           |                     |                       |                     |                    |                       |                    |
| Promedio     |                           |                     |                       |                     |                    |                       |                    |

## Música

### Primera temporada
El OST de la primera temporada de la está conformado por 4 canciones:
| Año | Intérprete (es)      | Canción                 | Letra       | Música     | Notas               |
| --- | -------------------- | ----------------------- | ----------- | ---------- | ------------------- |
| 1   | Li Qi (李琦)         | "Sear" (烙印)           | Yuan Liyuan | Dan Yulong | (canción de inicio) |
| 2   | Juno Su (苏诗丁)     | "Heartstrings" (心弦)   | Yi Jie      | Tan Xuan   | (canción de cierre) |
| 3   | Wang Sulong (汪苏泷) | "Won't Betray" (不负)   | -           | -          |                     |
| 4   | He Jie & Su Xing     | "Water Immortal" (水仙) | Huang Bo    | Liu Chang  |                     |

### Segunda temporada
El OST de la primera temporada de la está conformado por 4 canciones:
| Año | Intérprete (es)          | Canción                    | Notas |
| --- | ------------------------ | -------------------------- | ----- |
| 1   | Zhang Ye                 | "Awaken" (觉醒)            |       |
| 2   | Wang Zhengliang (王铮亮) | "Stars in the Wild" (星野) |       |
| 3   | Cui Zige & Sun Zihan     | "Wander" (漫游)            |       |
| 4   | Xuan Zi (弦子)           | "A Short While" (须臾)     |       |

## Producción
La serie también es conocida como "电视剧火王", "Dian Shi Ju Huo Wang", "火王之破曉之戰", "Battle of the Dawn of Fire" y/o "El Rey del Resplandor".
Dirigida por Hu Yijuan, contó con el apoyo del guionista Rao Jun, la producción estuvo a cargo de Feng Xiaogang y la producción ejecutiva fue realizada por Peng Dan.
La rueda de prensa de la serie fue realizada en junio del 2017 donde asistieron los actores Chen Bolin, Jing Tian, Zhang Yijie, Sun Shaolong, Liu Hailan, Zhang Weina y Wang Dancang.
La primera temporada fue filmada de junio del 2017 a agosto del mismo año en Islandia, Xiangshan y Yinchuan. 
Mientras que la segunda temporada fue filmada del 31 de agosto al 8 de noviembre del mismo año en Hangzhou e Islandia.
La serie contó con el apoyo de las compañías de producción "Mango TV", "Beijing Jetsen Technology Development", "Zhejiang Dongyang Mayla Media", "Beijing Xinliliang Entertainment", "EE-Media" y "Shanghai Artrendwave Productions". Y fue distribuida por "Hunan Happy Sunshine" e "Interactive Entertainment".

### Distribución internacional
| País    | Cadena | Fecha de Emisión               | Notas                     |
| ------- | ------ | ------------------------------ | ------------------------- |
| Malasia | dimsum | 26 de noviembre de 2018 - 2018 | (hasta el episodio no.28) |